# راينهارد ليتمان
راينهارد ليتمان (بالألمانية: Reinhard Lettmann) (و. 1933 – 2013 م) هو النائب العام ‏، وكنسي ‏، وكاهن كاثوليكي، وكاتب ألماني، ولد في داتلن، توفي في بيت لحم، عن عمر يناهز 80 عاماً.

## مناصب
تولى منصب أسقف كاثوليكي (منذ 24 فبراير 1973)
- أسقف مساعد  [لغات أخرى]‏[1]
- مطران  [لغات أخرى]‏
- أسقف عنواني  [لغات أخرى]‏[1]

.

## جوائز
حصل على جوائز منها:

نيشان الاستحقاق المالطي

## روابط خارجية
- راينهارد ليتمان على موقع مونزينجر (الألمانية)